# Línea 42 (EMT Madrid)
La línea 42 de la EMT de Madrid une la Plaza de Castilla con el barrio de Peñagrande.

## Características
Esta línea sirve para comunicar el intercambiador de Plaza de Castilla con el barrio de la Ventilla y la zona sur del Barrio del Pilar así como la parte sur del barrio de Peñagrande. Antiguamente, tenía la cabecera central en Nuevos Ministerios, bajando por Bravo Murillo, Cuatro Caminos y Raimundo Fernández Villaverde.

### Frecuencias
| Lunes a viernes laborables |               |
| De 6:00 a 7:00             | 9-14 minutos  |
| De 7:00 a 20:00            | 8-11 minutos  |
| De 20:00 a 23:00           | 9-25 minutos  |
| Sábados laborables         |               |
| De 6:00 a 10:00            | 14-28 minutos |
| De 10:00 a 22:00           | 14-20 minutos |
| De 22:00 a 23:00           | 17-25 minutos |
| Domingos y festivos        |               |
| De 7:00 a 10:00            | 19-28 minutos |
| De 10:00 a 22:00           | 18-20 minutos |
| De 22:00 a 23:00           | 20-25 minutos |

## Recorrido y paradas

### Sentido Barrio de Peñagrande
La línea inicia su recorrido en la dársena 42 de la terminal de superficie del intercambiador de Plaza de Castilla, desde la cual sale a la Plaza de Castilla para tomar la salida de la calle San Aquilino, doblando a la izquierda, yendo por el Paseo de la Castellana hasta llegar al cruce con la Avenida de Asturias, recorriéndola entera dando servicio al Barrio de la Ventilla.
Al final de esta avenida, la línea gira a la izquierda y se incorpora a la calle Sinesio Delgado, que deja poco después girando a la derecha por la calle Ribadavia, que recorre entera hasta desembocar en la Avenida de Betanzos.
A continuación, la línea gira a la derecha y baja por la Avenida de Betanzos hasta la intersección con la calle La Bañeza, por la que gira para recorrerla hasta la intersección con la calle Cándido Mateos, por la que gira para después girar de nuevo e incorporarse a la calle Chantada.
La línea circula por esta calle hasta la intersección con la calle César Manrique, girando a la izquierda para circular por esta última hasta el siguiente cruce, donde gira a la derecha por la calle Joaquín Lorenzo, que recorre hasta que se ve interrumpida por la calle Doctor Castroviejo, la cual recorre para franquear la M-30 en la glorieta de Mariano Salvador Maella tomando de nuevo, al otro lado de la trinchera de la autovía, la continuación de la calle Joaquín Lorenzo.
La línea se dirige por esta calle hacia el oeste hasta la intersección con la calle Islas Aleutianas, donde gira a la izquierda, teniendo su cabecera en la intersección de la calle López Ibor con la calle Joaquín Lorenzo.
| Código | Parada                                       | Común con      | Conexiones con Metro | Otros |
| ------ | -------------------------------------------- | -------------- | -------------------- | ----- |
| 5611   | PLAZA CASTILLA (intercambiador - dársena 42) | 49             | Plaza de Castilla    |       |
| 3568   | Plaza Castilla                               | 124 147        |                      |       |
| 5016   | Avenida de Asturias-Cañaveral                |                |                      |       |
| 5018   | Metro La Ventilla                            |                | Ventilla             |       |
| 5020   | Avenida de Asturias-Pinos Baja               | 177            |                      |       |
| 1494   | Sinesio Delgado-Ginzo de Limia               |                |                      |       |
| 1496   | Sinesio Delgado-Ribadavia                    |                |                      |       |
| 1498   | Ribadavia                                    |                |                      |       |
| 1500   | Ribadavia-Chantada                           |                |                      |       |
| 1501   | Betanzos-Chantada                            |                |                      |       |
| 1503   | Betanzos-Fernández Almagro                   | 49 126 128     |                      |       |
| 1505   | Betanzos-La Bañeza                           | 49 126 128 147 |                      |       |
| 1507   | La Bañeza-Ponferrada                         | 126 147        |                      |       |
| 1509   | Metro Peñagrande                             | 132 137        | Peñagrande           |       |
| 1511   | La Bañeza-Cándido Mateos                     | 132 137        |                      |       |
| 3578   | Chantada-Cándido Mateos                      |                |                      |       |
| 3580   | César Manrique-Chantada                      |                |                      |       |
| 1515   | César Manrique-La Cabrera                    | 127 132        |                      |       |
| 1517   | Joaquín Lorenzo-Isla Malaita                 |                |                      |       |
| 3733   | Joaquín Lorenzo-Doctor Castroviejo           | 64             |                      |       |
| 3821   | Joaquín Lorenzo-Avenida Ilustración          | 64 137         |                      |       |
| 5996   | BARRIO PEÑAGRANDE (C/ López Ibor, 41)        | 64 137         |                      |       |

### Sentido Plaza de Castilla
La línea inicia su recorrido en la calle López Ibor esquina Joaquín Lorenzo. Recorre dicha calle hasta llegar a la Glorieta de Isaac Rabín, donde da la vuelta para tomar la calle Doctor Castroviejo hacia el norte, girando en la siguiente intersección a la derecha por la calle Joaquín Lorenzo.
A partir de aquí el recorrido es igual a la ida en sentido contrario (César Manrique, Chantada, La Bañeza, Avenida de Betanzos, Ribadavia, Sinesio Delgado y Avenida de Asturias) exceptuando el paso de la Avenida de Betanzos a la calle Ribadavia, donde recorre un breve tramo de la calle Chantada.
| Código | Parada                                       | Común con      | Conexiones con Metro | Otros |
| ------ | -------------------------------------------- | -------------- | -------------------- | ----- |
| 5996   | BARRIO PEÑAGRANDE (C/ López Ibor, 41)        | 64 137         |                      |       |
| 1523   | Doctor Castroviejo-López Ibor                | 137            |                      |       |
| 1520   | Joaquín Lorenzo-Doctor Castroviejo           | 137            |                      |       |
| 1518   | Joaquín Lorenzo-Isla Malaita                 |                |                      |       |
| 4149   | Joaquín Lorenzo-César Manrique               |                |                      |       |
| 3581   | César Manrique-Chantada                      |                |                      |       |
| 3579   | Chantada-Cándido Mateos                      |                |                      |       |
| 1512   | La Bañeza-Cándido Mateos                     | 132 137        |                      |       |
| 1510   | Metro Peñagrande                             | 132 137        | Peñagrande           |       |
| 1508   | La Bañeza-Ponferrada                         |                |                      |       |
| 1506   | Betanzos-La Bañeza                           | 49 126 128 147 |                      |       |
| 1504   | Betanzos-Fernández Almagro                   | 49 126 128     |                      |       |
| 1502   | Betanzos-Chantada                            |                |                      |       |
| 1524   | Ribadavia-Chantada                           |                |                      |       |
| 1499   | Ribadavia                                    |                |                      |       |
| 1497   | Sinesio Delgado-Ribadavia                    |                |                      |       |
| 1495   | Sinesio Delgado-Ginzo de Limia               |                |                      |       |
| 5021   | Avenida de Asturias-Pinos Baja               |                |                      |       |
| 5019   | Metro La Ventilla                            |                | Ventilla             |       |
| 5017   | Avenida de Asturias-Cañaveral                |                |                      |       |
| 5015   | Avenida de Asturias-Plaza Castilla           |                |                      |       |
| 5611   | PLAZA CASTILLA (intercambiador - dársena 42) | 49             | Plaza de Castilla    |       |